# Archidiocèse de Bulawayo
L'archidiocèse métropolitain de Bulawayo est l'un des deux archidiocèses du Zimbabwe. Son siège est à Bulawayo, la deuxième ville du pays par le nombre d'habitants. 
Les évêchés suffragants sont Gweru, Hwange et Masvingo. Après avoir été préfecture apostolique de 1932 à 1937, puis vicariat apostolique de 1937 à 1955, le siège de Salisbury a été érigé en diocèse le 1er janvier 1955, et enfin en archidiocèse le 10 juin 1994.
L'archevêque actuel est Mgr Pius Alick Mvundla Ncube.